# Tricimba flavitibia
Tricimba flavitibia är en tvåvingeart som beskrevs av Ismay 1993. Tricimba flavitibia ingår i släktet Tricimba och familjen fritflugor. Inga underarter finns listade i Catalogue of Life.